# Fok
Fok ili Fokrta (mađ. Drávafok) je selo na krajnjem jugu Republike Mađarske.
Zauzima površinu od 23,90 km četvornih.

## Zemljopisni položaj
Nalazi se na 45° 53' 11" sjeverne zemljopisne širine i 17° 45' 36" istočne zemljopisne dužine, 5 km sjeveroistočno od Drave i granice s Hrvatskom. Od granice sa Šomođskom županijom je 1,5 km udaljen. Najbliže naselje u RH je Sopje, 7 km južno-jugozapadno. Markovce su 1,5 km južno, Martince su 4,5 km jugozapadno, Lukovišće je 4 km zapadno, Andrec je 3 km sjeverno, Marača je 4,5 km sjeveroistočno, Bogdašin je 1 km istočno, kotarsko sjedište Šeljin je 4,5 km istočno-jugo.

## Upravna organizacija
Upravno pripada Šeljinskoj mikroregiji u Baranjskoj županiji. Poštanski broj je 7967.

## Promet
Kroz selo prolazi željeznička prometnica Šeljin-Harkanj. U selu je i željeznička postaja.

## Stanovništvo
Fok ima 541 stanovnika (2001.). Mađari su većina. U selu svoju manjinsku samoupravu imaju Hrvati kojih je skoro 10%, a imaju je i Romi, koji čine skoro 4% stanovnika. U selu je i oko 3% Nijemaca te oko 1% Ukrajinaca. Blizu 3/5 stanovnika su rimokatolici, a blizu trećine su kalvinisti.

## Vanjske poveznice
- (mađ.) Drávafok a Vendégvárón  Arhivirana inačica izvorne stranice od 18. ožujka 2007. (Wayback Machine)
- Fok na fallingrain.com